# Curt Hawkins
Brian Joseph Myers (Glen Cove (New York), 20 april 1985), beter bekend als Curt Hawkins, is een Amerikaans professioneel worstelaar, die actief was in de WWE en Total Nonstop Action (TNA) Wrestling. Op 21 juli 2020 keerde hij terug bij Impact Wrestling (voorheen bekend als TNA).

## Professioneel worstelcarrière

### Beginjaren
Nadat Myers getraind werd door Mikey Whipwreck, debuteerde hij, onder zijn echte naam, in 2004 in de New York Wrestling Connection (NYWC). Op 5 juni 2005 won hij samen met Bret Matthews het NYWC Tag Team Championship en het duo behield de titel tot 27 augustus 2005. Het duo won op 25 januari 2006 voor de tweede keer het Tag Team Championship en behield de titel voor twee maanden tot 25 maart 2006.

### World Wrestling Entertainment/WWE (2006-2014)
Op 24 februari 2006 ondertekende Myers een opleidingscontract met World Wrestling Entertainment (WWE) en worstelde voor Deep South Wrestling (DSW), een WWE-opleidingscentrum. Myers kreeg van de WWE met Brian Majors een andere ringnaam en vormde een team met zijn voormalig tag teampartner Bret Matthews, die hernoemd was als Brett Majors, om het tag team Majors Brothers te vormen. Het paar won in DSW twee keer het DSW Tag Team Championship. Later werd het duo naar Ohio Valley Wrestling (OVW), een nieuwe WWE-opleidingscentrum, en won daar één keer het OVW Southern Tag Team Championship.
In 2007 werd het team verplaatst naar het WWE-rooster, en veranderde hun laatste naam "Majors" naar "Major", en worstelde op de ECW-brand. Op 17 juni 2007 werd het duo als achtste door de Supplemental Draft 2007 naar SmackDown!-brand gestuurd. Op 21 december 2007 maakten de Major Brothers bekend dat ze kennissen waren van Edge en zijn minnaar, SmackDown General Manager Vickie Guerrero. De Major Brothers hernoemde zichzelf tot Curt Hawkins en Zack Ryder (Brian Major naar "Curt Hawkins" en Brett Major naar "Zack Ryder"). Tijdens The Great American Bash op 20 juli 2008, won Hawkins samen met Ryder voor de eerste keer het WWE Tag Team Championship en behield de titel tot 26 september 2008. De samenwerking werd op 15 april 2009 beëindigd nadat Ryder door de Supplemental Draft 2009 naar de ECW-brand werd gestuurd.
Na een maandenlange pauze, ging Hawkins in 2009 naar Florida Championship Wrestling (FCW), een WWE-opleidingscentrum, om te trainen. Hij vergezelde The Dude Busters en won met het team één keer het FCW Florida Tag Team Championship. Het team behield de titel tot 14 januari 2010.
In mei 2010 keerde Hawkins weer terug naar het WWE-rooster en worstelde op SmackDown. Op 26 april 2011 werd Hawkins door de Supplemental Draft 2011 naar de Raw-brand gestuurd om daar te herenigen met Zack Ryder als tag team maar dat ging niet door. In het najaar van 2011 vormde hij een duo met Tyler Reks. In 2012 kwam hij niet veel op televisie en onderging in het najaar (oktober) een knieoperatie.
op 12 juni 2014 maakte WWE bekend dat het diverse werknemers ontslagen heeft, hieronder viel ook Myers

## In het worstelen
- Finishers
  - Hangman's facebuster (2008, 2010)
  - Heat Seeking Elbow (2010-heden)
  - Laugh Riot (2009–2010)
- Signature moves
  - Spinning spinebuster
  - Springboard crossbody
  - Taste of Pain
  - Upside Down Frown - geadopteerd van Norman Smiley
- Entree thema's
  - "What I Want" by Daughtry (DSW / OVW)
  - "In the Middle of it Now" van Disciple (WWE)

## Prestaties
- Deep South Wrestling
  - DSW Tag Team Championship (2 keer met Brett Majors)
- Florida Championship Wrestling
  - FCW Florida Tag Team Championship (1 keer met Caylen Croft & Trent Barreta)
- New York Wrestling Connection
  - NYWC Tag Team Championship (2 keer met Bret Matthews)
- Ohio Valley Wrestling
  - OVW Southern Tag Team Championship (1 keer met Brett Majors)
- World Wrestling Entertainment
  - WWE Tag Team Championship (1 keer met Zack Ryder)